# Jim Larsen
Jim Larsen (Korsør, 6 novembre 1985) è un ex calciatore danese, di ruolo difensore.

## Carriera

### Club
Larsen iniziò la carriera con la maglia del Grenaa, per trasferirsi poi al Brabrand. Nel 2007 passò al Silkeborg.
Il 12 marzo 2011 fu acquistato dai norvegesi del Rosenborg. Il 12 luglio 2012, si legò al Club Bruges con un contratto dalla durata triennale.